# Emil Pfeiffer
Emil Pfeiffer (né le 1er mars 1846 à Wiesbaden et mort le 13 juillet 1921 Wiesbaden) est un médecin hospitalier et pédiatre allemand.

## Biographie et travail
Pfeiffer fut élève au lycée de sa ville d'origine et fit des études de médecine à Bonn, Wurtzbourg et à Berlin, où il obtient son doctorat en 1869. Après avoir été médecin lors de la guerre franco-allemande de 1871, il ouvrit un cabinet médical dans sa ville d'origine.
Il se fit un nom comme médecin de cure et s'intéressa de manière approfondie aux effets curatifs des eaux minérales des sources locales.
En tant que pédiatre il s'intéressa aux questions de l'alimentation du nourrisson, il s'engagea pour la mise en place de foyers et de crèche d'enfants et décrivit plus tard la mononucléose infectieuse (maladie infectieuse provoquée par le virus d'Epstein-Barr).
Entre 1887 et 1905 il a été secrétaire de la Société de pédiatrie (Gesellschaft für Kinderheilkunde).
Il publia comme médecin hospitalier divers textes sur la goutte et fut membre fondateur et jusqu'en 1914 secrétaire perpétuel du Congrès de médecine interne (Kongress für Innere Medizin) fondé en 1882 à Wiesbaden. Ce congrès réunit annuellement dans un lieu différent les médecins cliniques germanophones les plus importants.